# Браун, Эрл

Композиторы Нью-Йоркской школы. Слева направо: Крисчен Вулф, Эрл Браун, Джон Кейдж, Дэвид Тюдор, Мортон Фелдман

Эрл Бра́ун (англ. Earle Brown; 26 декабря 1926, Луненберг, Массачусетс — 2 июля 2002, Рай, Нью-Йорк) — американский композитор.
В своих работах Браун использовал оригинальные системы нотации, среди которых были методы «временно́й нотации» и «открытой формы». Партитуры Брауна позволяют исполнителям свободно выбирать отдельные параметры композиции; при этом сам процесс исполнения может быть импровизационным.
В экспериментах Брауна с нотацией получила отражение идея музыкального индетерминизма, воспринятая композитором под влиянием Джона Кейджа. Кроме того, Браун находился под влиянием работ скульптора Александра Колдера и художника Джексона Поллока.

## Биография
Интерес к музыке возник у Брауна во время учёбы в школе. Ещё в детстве он освоил трубу, на которой играл сперва в школьном оркестре, а затем в созданной им джазовой группе. Окончив школу, он поступил в Северо-Восточный университет Бостона, где в 1944—1945 годах изучал математику и инженерное дело. В 1945—1946 годах проходил службу в армии США. Во время службы играл в военном оркестре, где познакомился с Джоном Симсом, позднее получившем известность в качестве джазового саксофониста.
В 1946—1950 годах Браун учился в музыкальное школе Иосифа Шиллингера в Бостоне (ныне — музыкальный колледж Беркли), где изучал композицию и теорию музыки. После окончания школы переехал в Денвер, Колорадо, где преподавал оркестровку. Там в 1951 году познакомился с композитором Джоном Кейджем, посетившего Денвер вместе с хореографом Мерсом Каннингемом. Во время знакомства молодой композитор показал Кейджу свои «Три пьесы для фортепиано». Эта двенадцатитоновая композиция, созданная под влиянием шиллингеровской концепции «ритмических групп», заинтересовала Кейджа: он попросил прислать ему копию партитуры, после чего по его рекомендации «Три пьесы» исполнил Дэвид Тюдор.
В 1952 году композитор покинул Денвер и переехал в Нью-Йорк, где сблизился с кругом единомышленников Джона Кейджа, известным под условным названием Нью-Йорской школы. Участниками этого круга, помимо Кейджа и Брауна, были Дэвид Тюдор, Мортон Фелдман и Крисчен Вулф. По мнению музыковеда и композитора Майкла Наймана, у школы не было общей эстетики или философии: вместо них композиторов объединял особый «творческий климат», созданный благодаря Кейджу. Интенсивное общение композиторов школы продолжалось до середины 1950-х, сойдя на нет отчасти в силу географических причин (переезд Кейджа в северную часть штата Нью-Йорк, отъезд Вулфа в Гарвард), отчасти в силу эстетических и персональных разладов (так, напряжённые отношения сложились между Фелдманом и Брауном).
В 1952—1954 годах Браун участвовал в проекте «Музыка для магнитной плёнки», созданном при финансовой поддержке архитектора Пола Уильямса. Кроме Брауна, участниками проекта были Кейдж, Тюдор, а также супруги Баррон. Перед проектом стояли цели сбора, каталогизации и обработки магнитофонных записей, которые в дальнейшем использовались для создания электронных композиций. Среди произведений, созданных в ходе работы над проектом, были пьесы Брауна «Октет I» (1953) и «Октет II» (1954, опубликована в 2009), ставшие первыми электронными сочинениями композитора. В 1955 году благодаря навыкам, полученным в проекте, Браун устроился звукоинженером в компанию Capitol Records. На этом лейбле Браун работал следующие пять лет, записывая и обрабатывая джазовую и популярную музыку.
После увольнения из Capitol Records Браун сотрудничал с лейблами Time Records и Mainstream Records, организованных Бобом Шадом. На новом месте работы Браун продюсировал серию музыкальных релизов, посвящённых современной академической музыке, иногда также выступая в качестве звукоинженера. В серию, названную Contemporary Sound Series, вошли восемнадцать долгоиграющих пластинок, на которых была представлена музыка сорока восьми композиторов из шестнадцати стран. О работе над серий, продлившейся с 1960 по 1973 год, Браун писал: «Я записал много разнообразных сочинений, к некоторым из них я не испытываю никакой поэтической привязанности <…> Я записываю музыку, вызывающую у меня уважение, однако это не ограничивает мой выбор рамками стилистических клише».
Одновременно с работой в сфере звукозаписи Браун продолжал карьеру композитора. В 1954 году Мерс Каннингем заказал у него музыку для балета, получившего название Springweather and People. Композитор принял предложение и приступил к работе, результатом которой стала 28-минутная пьеса «Индексы» (англ. Indices). Премьера балета на музыку Брауна состоялась в 1957 году в Бруклинской музыкальной академии: ансамблем руководил Джон Кейдж, а в качестве художники постановки выступил Роберт Раушенберг. «Индексы», написанные для камерного оркестра, включающего электрогитару и ударные инструменты, стали первой работой Брауна для большого ансамбля.
В конце 1956 — начале 1957 композитор впервые побывал в Европе. Путешествие Брауна началось в Париже, где композитор встретился с Пьером Булезом (их знакомство состоялось за четыре года до этого в Нью-Йорке), в ходе дальнейшей поездки Браун также посетил Лучано Берио, Бруно Мадерну и Карлхайнца Штокхаузена. Во время путешествия Браун наладил крепкие связи в европейской музыкальной среде. С конца 1950-х он неоднократно посещал Европу в качестве лектора и дирижёра, а европейские ансамбли стали основными заказчиками его музыки. Отдельные элементы стиля Брауна восприняли Кшиштоф Пендерецкий, Дьёрдь Лигети и Франко Донатони, посвятивший Брауну две оркестровые пьесы.
Музыка Брауна также получила признание в Америке. Среди наград, присуждённых композитору, были стипендия Гуггенхайма (1965), премия Американской академии искусств и литературы (1972), премия университета Брандейса (1977). С 1968 по 1973 Браун преподавал в консерватории Пибоди, где в 1970 году получил почётную степень доктора музыки. Он также читал лекции в университете Буффало и Йеле. С 1984 по 1989 год Браун возглавлял Музыкальный фонд Фромма, среди композиторов, получавших заказы от фонда в этот период, были Орнетт Коулмэн, Стив Маки, Тод Маковер, Стив Райх, Джоан Тауэр и Джеймс Тенни. О влиянии методов композиции Брауна на свои «игровые» сочинения говорил американский композитор Джон Зорн.
Браун был дважды женат. Первой женой композитора была танцовщица Кэролин Браун, брак с которой завершился разводом. В 1972 году Браун женился на кураторе-искусствоведе Сьюзен Соллинс, этот брак продолжался до смерти композитора.
В последнее десятилетие жизни композитор страдал от продолжительной болезни, поэтому творческое наследие этого периода немногочисленно. Браун умер от рака в 2002 году.

## Творчество
Работы Брауна отмечены тяготением к принципу музыкального индетерминизма, воспринятым под влиянием Джона Кейджа. Однако методы двух композиторов отличались. Если Кейдж определял параметры своих композиций при помощи случайных чисел, фиксируя результат в традиционной нотации, то Браун подчёркивал скорее выбор (choice), чем случай (chance). Браун создавал новые типы нотации, в которых искал баланс между контролем над материалом и свободой его интерпретации: большинство работ композитора не только предполагают творческое участие исполнителей, но и устанавливают его границы.
На музыку Брауна существенно повлияло изобразительное искусство, прежде всего творчество Александра Колдера, автора подвижных подвесных скульптур — «мобилей», и Джексона Поллока, создававшего свои картины методом произвольного распределения краски по холсту. Знакомство Брауна с «мобилями» Колдера и «живописью действия» Поллока произошло в 1948—1949 годах и привело молодого композитора к мысли о подвижной музыкальной форме, которая складывалась бы во время исполнения сочинения. Позднее Браун реализовал эту идею в методе «открытой формы».
Другим источником творческих идей Брауна была музыкальная концепция Иосифа Шиллингера, которую он изучал в 1946—1950 годах. В своих ранних сочинениях («Перспективы», «Музыка для скрипки, виолончели и фортепиано», «Три пьесы») Браун предпринимал попытки комбинировать математические методы анализа музыки, воспринятые им от Шиллингера, и сериальную технику композиции. Однако концепция Шиллингера продолжала влиять на композитора и после отхода от сериализма. Композитор вспоминал:

Я признателен Шиллингеру как никому другому. Особое значение, которое он придавал физическим свойствам звука и всеобъемлющим возможностям числовой генерации, трансформации и развития, а также убежденность в том, что рациональная, математическая формула-система может гарантировать создание музыкальных произведений, оказали на меня противоположное влияние и привели к радикальным экспериментам с чисто интуитивными и спонтанными действиями.
— Эрл Браун

### Эксперименты с нотацией

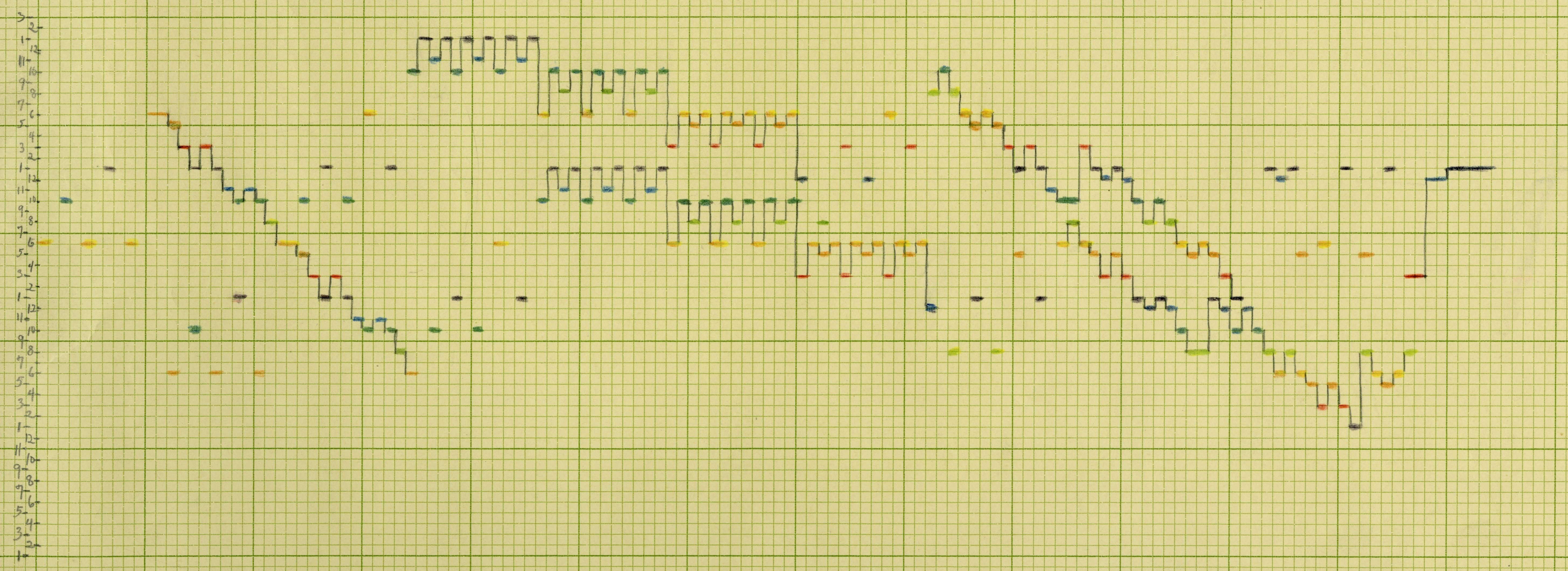
Отрывок из восьмой двухголосной инвенции И. С. Баха, записанный в системе Шиллингера

Период становления творческой стратегии Брауна пришёлся на 1952—1953 годы. В это время он создал цикл работ «Фолио», в котором экспериментировал с разными типами музыкальной нотации. Характерной чертой опытов композитора стал метод «открытой формы», также известный как метод «mobile» (с фр. — «передвижной»). В партитурах пьес с «открытой формой» Браун нотировал лишь отдельные фрагменты, не указывая последовательность их исполнения. Целостную форму произведения исполнитель должен был составить самостоятельно, комбинируя музыкальные элементы, фиксированные в нотном тексте.
Наряду с работами в «открытой форме», в «Фолио» вошла пьеса «Декабрь 1952» — один из наиболее ранних образцов графической нотации. Одностраничная партитура этого сочинения не включала ни единой ноты и состояла из тридцати одного прямоугольника разной длины и ширины. К идее графической нотации Браун пришёл под влиянием методов Иосифа Шиллингера. Последний широко использовал графическую запись при сочинении и анализе музыки: в записи Шиллингера горизонтальная ось обозначала время, а вертикальная — высоту. Однако в отличие от Шиллингера, стремившегося к объективной записи музыки, Браун сознательно создавал неточные и приблизительные способы нотации. Так, партитура «Декабря 1952» допускает неограниченное множество интерпретаций, а процесс её чтения связан с импровизацией, направление которой задают графические символы.
В «Фолио» и «Двадцати пяти страницах» для фортепиано (1953) Браун также создал особый способ графической записи, названный «временно́й нотацией» (англ. time-notation). Разрабатывая этот метод, Браун отказался от традиционной системы метрических единиц (долей, тактов, тактовых групп). Вместо неё композитор использовал изменённые начертания нот, записывая их на нотный стан в виде горизонтальных линий. Длина подобной «ноты-линии» указывала на протяжённость обозначаемого звука, однако его точную длительность исполнитель пьесы определял свободно, опираясь на собственное ощущение музыкального времени. Хотя «временная нотация» оставляла неопределёнными небольшие временные градации, общее время исполнения пьесы указывалось композитором в предисловии к партитуре. Кроме того, в «Двадцати пяти страницах» Браун разработал идею партитуры, обладающей «физической» мобильностью: непереплетённые страницы партитуры могут исполняться в любом порядке любым числом пианистов от 1 до 25, притом верх и низ каждой страницы взаимозаменяемы, а отдельные фрагменты произведения могут читаться как в скрипичном, так и в басовом ключе. В заложенной в «Двадцать пять страниц» концепции нашёл отражение замысел «Книги» Стефана Малларме — произведения, страницы которого не были бы переплетены и пронумерованы и могли бы читаться в любой последовательности.
Эксперименты Брауна с нотацией вызывали противоположные мнения. Высокую оценку «Декабрю 1952» дал британский критик Пол Гриффитс, поставивший произведение в один ряд с пьесой «4′33″» Джона Кейджа: по мнению Гриффитса, аналогично произведению Кейджа, стиравшего границу между музыкой и тишиной, «Декабрь 1952» сближал музыку и графический дизайн. При этом сама идея «открытой формы» была подвергнута критике со стороны теоретика музыки Карла Дальхауза. По мнению немецкого музыковеда, изменчивость «открытой формой» представляет собой эстетическую фикцию: поскольку в действительности форма произведения фиксируется в процессе исполнения, «открытая форма» остаётся «открытой» лишь на бумаге.

### Ансамблевые сочинения
В 1954 году композитор завершил «Индексы» — свою первую работу для большого ансамбля. В отличие от предыдущих сочинений Брауна эта пьеса была записана в традиционной системе нотации, однако метод композиции в ней по-прежнему оставался экспериментальным. При создании «Индексов» Браун широко применял таблицы случайных чисел, ранее использованные при работе над «Фолио» и «Двадцатью пятью страницами». Работая над партитурой, Браун заранее разделил 175 нотных страниц на такты, наполнение (длительности, высоту, динамику, тембр звуков) каждого из которых он, действуя по предварительно подготовленному алгоритму, определял с помощью случайных чисел. Концепция «Индексов» оказалась близка к «методу случайных действий» Джона Кейджа, но между подходами композиторов существовало значительное различие. Тогда как Кейдж считал, что использование случайных чисел должно вывести музыку из-под субъективного композиторского контроля, Браун полагал эту цель недостижимой. Кроме того, в отличие от Кейджа, он считал допустимым обрабатывать результат, полученный с помощью случайных чисел: в случае «Индексов» основой для обработки партитуры стали шиллингеровские концепции «плотности» и «пропорций». По мнению Брануа, такая обработка придала пьесе фактурное и тембровое разнообразие, однако Кейдж не одобрил «отклонения» «Индексов» от случайности и в целом критически отозвался о методе Брауна:

То, что «Индексы» Эрла Брауна были созданы посредством таблиц случайных чисел (использованных таким образом, который допускает отклонения [англ. bias]), отождествляет композитора со всем, что бы ни случилось, так как, допуская отклонения, он лишил себя связи с научным интересом к случайности. <…> Звуки «Индексов» — это просто звуки. Не будь отклонений в использовании таблиц случайных чисел, звуки были бы не просто звуками, а элементами, действующими согласно научным теориям вероятности, элементами, действующими во взаимосвязи вследствие равномерного распределения каждого из этих имеющихся элементов, так сказать, под контролем человека
— Джон Кейдж
После «Индексов» Браун более не возвращался к сочинению музыки при помощи случайных чисел, сосредоточившись на развитии концепции «открытой формы» в сочетании с приёмами графической нотации. В оркестровом творчестве этого периода Браун искал метод, который позволил бы создавать вариативные произведения, обладающие при этом индивидуальным характером. Эта идея получила развитие в его первом оркестровом сочинении с применением оригинальных методов нотации: им стали «Доступные формы I» (1961), предполагающие свободную последовательность исполнения партитуры. В случае «Доступных форм I» порядок исполнения пьесы определяет дирижёр. Для этого он произвольно комбинирует небольшие пронумерованные сегменты партитуры (их Браун назвал «событиями»), показывая их номера оркестру на пальцах. Помимо метода «открытой формы», в сочинении также использовалась «временная нотация», с помощью которой были записаны отдельные фрагменты «событий». Композитор предполагал, что во время исполнения таких фрагментов оркестрант будет самостоятельно определять соотношения длительностей в своей партии: таким образом, общая координация голосов лишь приблизительно намечена в партитуре. По замечанию музыковеда Ричарда Тарускина, «Доступные формы I» выигрывают от многократного исполнения в течение концерта, тем самым произведение дублирует эффект «мобилей» Колдера, набор элементов которых может вступать в бесконечное множество сочетаний.
Принцип «открытой формы» получил развитие в других ансамблевых работах, созданных композитором в 1960-е годы, таких как «Доступные формы II» (1962), «Модуль I» и «Модуль II» (1966). «Доступные формы II» были написаны для оркестра, находящегося под управлением двух дирижёров. Во время исполнения пьесы каждый из них независимо от другого комбинирует «события» и управляет отдельной частью ансамбля. Под руководством двух дирижёров также могут исполняться «Модули»: в таком случае «Модуль I» и «Модуль II» будут звучать одновременно. Однако оба «Модуля» могут существовать и в качестве независимых произведений.
Параллельно с работами в «открытой форме» Браун также писал сочинения, которые предполагали фиксированный порядок исполнения, но при этом включали отдельные сегменты с алеаторической структурой. Первое сочинение такого типа, «Times Five» для оркестра и магнитной плёнки, Браун создал в 1963 году, позднее в аналогичной манере были выполнены «Корробори» для фортепиано (1964), Струнный квартет (1965) и «Пьеса Колдера» для квартета перкуссионистов (1966). Особенностью «Пьесы Колдера» стало введение в состав инструментов скульптурного мобиля, созданного Колдером по заказу Брауна. Мобиль, названный Chef d’orchestre, использовался не только как музыкальный инструмент, но и в качестве своеобразного дирижёра: на протяжении некоторых сегментов игра музыкантов становится подчинена движениям скульптуры. Во время этих фрагментов музыкантам предлагается «читать» положение мобиля и играть соответствующие ему разделы партитуры. О сотрудничестве скульптора и композитора высоко отзывался французский критик Клод Ростан, назвавший пьесу примером функционального диалога между звуком и цветом. К произведениям, нотация которых происходит в «реальном времени», «Пьесу Колдера» отнёс американский музыковед Джейсон Фриман: аналогичный тип нотации исследователь также усматривал в более поздних сочинениях Артура Клея и Карлхайнца Эссла.

## Произведения
| Опубликованные произведения | Опубликованные произведения                                              | Опубликованные произведения                                                                                      |
| Годы создания               | Оригинальное название                                                    | Состав инструментов                                                                                              |
| --------------------------- | ------------------------------------------------------------------------ | --- |
| 1949                        | Home Burial                                                              | фортепиано |
| 1951                        | Three Pieces                                                             | фортепиано |
| 1952                        | Perspective                                                              | фортепиано |
| 1952                        | Music for Violin, Cello and Piano                                        | скрипка, виолончель, фортепиано                                                                                  |
| 1952-53                     | Folio - October 1952 - November 1952 («Synergy») - December 1952 - и др. | произвольный |
| 1953                        | 25 Pages                                                                 | фортепиано |
| 1953                        | Octet I                                                                  | магнитная лента                                                                                                  |
| 1954                        | Four Systems                                                             | произвольный |
| 1954                        | Octet II                                                                 | магнитная лента                                                                                                  |
| 1954                        | Indices                                                                  | камерный ансамбль: флейта, валторна, труба, скрипка, виолончель, контрабас, фортепиано, электрогитара, перкуссия |
| 1954                        | Forgotten Piece                                                          | фортепиано |
| 1955                        | Music for Cello and Piano                                                | виолончель, фортепиано                                                                                           |
| 1956                        | Four More                                                                | фортепиано |
| 1957                        | The Kind of Bird I Am                                                    | оркестр |
| 1958                        | Pentathis                                                                | камерный ансамбль: флейта, бас-кларнет, труба, тромбон, арфа, фортепиано, скрипка, альт, виолончель              |
| 1959                        | Hodograph I                                                              | флейта, фортепиано, перкуссия                                                                                    |
| 1961                        | Available Forms I                                                        | оркестр |
| 1962                        | Available Forms II                                                       | оркестр |
| 1962                        | Novara                                                                   | камерный ансамбль: флейта, бас-кларнет, труба, фортепиано, 2 скрипки, альт, виолончель                           |
| 1963                        | From Here                                                                | оркестр, хор ad lib.                                                                                             |
| 1963                        | Times Five                                                               | магнитная лента, флейта, тромбон, скрипка, виолончель, арфа                                                      |
| 1963-66                     | Calder Piece                                                             | перкуссия |
| 1964                        | Corroboree                                                               | фортепиано |
| 1964                        | Music for Galerie Stadler                                                | магнитная лента (звуковая инсталляция)                                                                           |
| 1965                        | String Quartet                                                           | струнный квартет                                                                                                 |
| 1965                        | Nine Rarebits                                                            | клавесин |
| 1966-67                     | Modules I-II                                                             | оркестр |
| 1967-68                     | Event: Synergy II                                                        | оркестр |
| 1969                        | Module III                                                               | оркестр |
| 1969                        | Small Piece for Large Chorus                                             | хор |
| 1970                        | Syntagm III                                                              | камерный ансамбль: флейта, бас-кларнет, скрипка, виолончель, фортепиано, арфа, перкуссия                         |
| 1971                        | New Piece                                                                | камерный ансамбль произвольного состава                                                                          |
| 1972                        | Time Spans                                                               | оркестр |
| 1972                        | New Piece Loops                                                          | хор, оркестр ad lib.                                                                                             |
| 1972                        | Sign Sounds                                                              | оркестр |
| 1972-75                     | Cross Sections and Color Fields                                          | оркестр |
| 1973                        | Centering                                                                | скрипка и камерный ансамбль                                                                                      |
| 1979                        | Wikiup                                                                   | магнитная лента (звуковая инсталляция)                                                                           |
| 1980                        | Windsor Jambs                                                            | меццо-сопрано, флейта, бас-кларнет, скрипка, альт, виолончель, фортепиано, перкуссия                             |
| 1982-83                     | Sounder Rounds                                                           | оркестр |
| 1984-85                     | Tracer                                                                   | магнитная лента, флейта, кларнет, бас-кларнет, скрипка, виолончель, контрабас                                    |
| 1992                        | Tracking Pierrot                                                         | камерный ансамбль: флейта, кларнет, бас-кларнет, скрипка, виолончель, фортепиано, перкуссия                      |
| 1992                        | Oh, K                                                                    | камерный ансамбль: флейта, кларнет, бас-кларнет, скрипка, альт, виолончель, контрабас, фортепиано, перкуссия     |
| 1995                        | Summer Suite ‘95                                                         | фортепиано |
| 1999                        | Special Events                                                           | виолончель, фортепиано                                                                                           |
| 1. 2.                       |                                                                          | |